# رومانوو (شهرستان رومانوفسکی، سرزمین آلتای)
رومانوو (روسی: Романово) یک منطقهٔ مسکونی در روسیه است که در سرزمین آلتای واقع شده‌است.